# Bikicsunáj
A Bikicsunáj (IPA: bikit͡ʃunaj) egy internetes mém, a 2010. év internetes folklórjának egyik legsikeresebb „terméke”. A Megasztár című tehetségkutató műsor ötödik szériájának első adásában Szarka László 40 éves ököritófülpösi biztonsági őr az Alphaville együttes Big in Japan című dalát adta elő, angol nyelvtudás hiányában homofonikus jellegű halandzsával helyettesítve az eredeti szöveget. A felvétel legelőször a TV2 Megasztár című műsorában volt látható 2010. május 1-jén, majd ezt követően azonnal felkerült az internetre, és rövid időn belül rendkívüli népszerűségre tett szert. Körlevelekben és üzenetküldő szolgáltatásokon keresztül küldték az emberek egymásnak körbe a videó linkjét, majd blogokon és cikkekben is felbukkant. Május 2-án került fel a YouTube videómegosztóra a felvétel és „kevesebb mint egy hét alatt százezer netező hallgatta meg”, a videót május 10-éig „több verzióban legalább félmillióan néztek meg”. Az internetes közönség azonnal reagált a videóra, kapható Bikicsunáj feliratú póló, alakult Bikicsunáj fan club a Facebook közösségi oldalon, amely május 7-én több mint 17 ezer tagot számlált. Egy nyelviskola „Mr. Bikicsunájt” állította elrettentő példaként hirdetésében az idegen nyelveket nem beszélők elé.
Az előadott zeneszám (Alphaville: Big in Japan) tévénézők által látott részletének dalszövege és a valóságban elhangzott fonetikus szöveg – a TV2 feliratozása szerint:
| Things will happen while they can             | Csikmum houmvava gen                  | t͡ʃikmum houmvɒvɛ gɛn                  |
| I will wait here for my man tonight           | ou vej je nouma náj csunáj            | ou vɛj jɛ noumɒ na:j t͡ʃuna:jt͡ʃ        |
| It's easy when you're big in Japan            | oszil szil vojam bikicsunáj           | osil sil vojɒm bikit͡ʃuna:j            |
| Aah, when you're big in Japan – tonight       | Óóó de bikicsunáj – csunáj            | o:: dɛ bikit͡ʃuna:j t͡ʃuna:j            |
| Big in Japan – be tight                       | bikicsunáj vicsáj                     | bikit͡ʃuna:j vit͡ʃa:j                   |
| Big in Japan – ooh, the eastern sea's so blue | bikicsunáj – tú rilisz tú szín szamdú | bikit͡ʃuna:j tu: rili:s tu si:n sɒmdu: |
| Big in Japan – alright                        | bikicsunáj – ó rájsz                  | bikit͡ʃuna:j o: rajs                   |
| Pay! – Then I'll sleep by your side           | szialájszí májoszáj                   | siɒla:jsi ma:josa:j                   |
| Things are easy when you're big in Japan      | venszorízi vinyó bénking csunáj       | vensori:zi viɲo: be:nking t͡ʃuna:j     |
| Oh when you're big in Japan                   | ó rö bikicsunáj                       | o: rø bikit͡ʃuna:j                     |

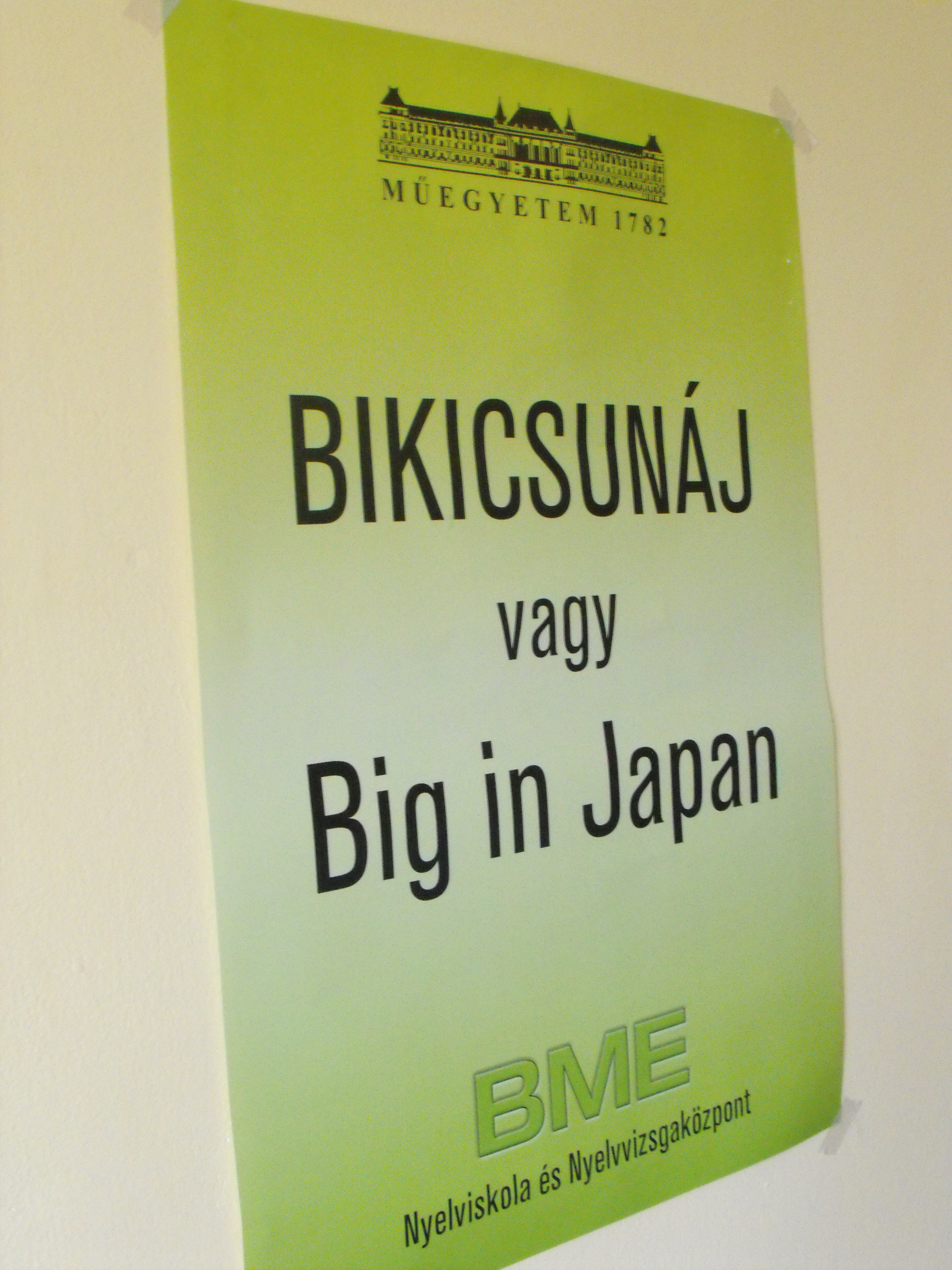
A BME nyelviskolájának hirdetése

A felvételről feldolgozások készültek.
A Megasztárban még előadta a Forever Young című Alphaville-számot is hasonló angol kiejtéssel („Furevü ján”, IPA: furɛvy ja:n).
A YouTube videómegosztón május 17-én, a reggeli órákban lépte át a hallgatottság az egy millió főt, így 15 nap alatt lett milliós nézettsége.[forrás?] A Bikicsunáj „sikertörténete” nem egyedülálló, ugyanis számos más országban is híresek lettek a gyenge produkciók, pl. a Ken Lee. Szarka Lászlót ezután több zenés helyre is meghívták fellépni. A 2010-es önkormányzati választásra készülve az MSZP egyik kampányrendezvényén is Bikicsunájt énekeltek a jelöltek.
Az angolnak tűnő halandzsanyelvet Adriano Celentano már 1972-ben kigúnyolta, Prisencolinensinainciusol című dalában.
Közismertnek és mémmé váltnak tekinthető, de jóval kevesebb médiavisszhangot keltett tíz évvel a Szarka László megjelenése előtt egy hírhedt Ossian koncert, amelyen az énekes, Paksi Endre alkoholos állapotban próbált számos dalt elénekelni („Már(meg)hívó”-koncert), sok esetben totális zagyvasággá változtatva az amúgy magyar nyelvű szövegeket. Ezen a koncerten voltak olyan dalok, amely szövegének egy-egy részlete még eszébe jutott, és azt variálta sokrétűen, más zeneszámok esetén csak értelmetlen kántálással próbálta helyettesíteni az elfelejtett dalszöveget.